# 6619 Kolya
A 6619 Kolya (ideiglenes jelöléssel 1973 SS4) a Naprendszer kisbolygóövében található aszteroida. Ljudmila Ivanovna Csernih fedezte fel 1973. szeptember 27-én.